# Homoneura yamagishii
Homoneura yamagishii är en tvåvingeart som beskrevs av Mitsuhiro Sasakawa och Ikeuchi 1982. Homoneura yamagishii ingår i släktet Homoneura och familjen lövflugor. Inga underarter finns listade i Catalogue of Life.